# 劉道 (天順進士)
劉道（？—？），山西怀仁县第三作村（今属金沙滩镇）人。明朝政治人物。

## 生平
景泰七年（1456年）山西乡试第一名。天顺八年（1464年）进士，选翰林院庶吉士，历任吏部主事、吏部员外郎、河南布政使。:518

## 家族
子劉宓，官至行人司行人。